# Cifo
Cifo (en griego, Κύφος) es el nombre de una antigua ciudad griega de Tesalia, que fue mencionada por Homero en el catálogo de las naves de la Ilíada, donde formaba parte de los territorios que gobernaba Guneo.
Según Estrabón, Cifo era tanto el nombre de un monte como de un asentamiento de la región de Perrebia donde se habían asentado algunos enianes después de ser expulsados por los lápitas desde su primitivo emplazamiento que antes estaba en la llanura de Dotio. Se desconoce dónde se localizaba exactamente la ciudad de Cifo.